# Rio dos Elefantes
O Rio dos Elefantes é um rio que nasce na África do Sul, onde tem o nome de Olifants, e desagua no Rio Limpopo já em Moçambique.
É no troço moçambicano deste rio que se situa a Barragem de Massingir. A água retida na sua albufeira de 150 Km² destina-se à irrigação.